# Laughing Gas (film, 1907)
Pour les articles homonymes, voir Laughing Gas.
Pour plus de détails, voir Fiche technique et Distribution.
Laughing Gas est un film muet américain réalisé par Edwin S. Porter, sorti en 1907. 

## Synopsis
Pour un mal de dents, une femme consulte un dentiste qui lui administre du gaz hilarant. Elle devient incapable de s'empêcher de rire et, sur le chemin du retour dans le métro, elle communique son état à tous les autres passagers ...

## Fiche technique
- Titre original : Laughing Gas
- Réalisation : Edwin S. Porter
- Production Edison Manufacturing Company
- Pays d'origine : États-Unis
- Format : Noir et blanc
- Genre : Comédie
- Durée : 9 minutes
- Date de sortie :
  - États-Unis : 14 décembre 1907
- Licence : film libre de droit[1]

## Distribution
- Bertha Regustus : Mandy Brown
- Edward Boulden
- Mr. La Montte
- Mr. Sullivan